# 中川成美
中川 成美（なかがわ しげみ、1951年7月19日-）は、日本の文学研究者。文学博士（立教大学・論文博士・2010年）。立命館大学文学部日本文学専攻特任教授。専攻は日本近現代文学・文化研究。

## 経歴
1951年東京都生まれ。1975年立教大学文学部日本文学科卒、同大学院文学研究科博士課程日本文学専攻単位取得退学。2010年に立教大学より文学博士の学位を取得。
神奈川近代文学館職員、同志社女子大学助教授を経て、1995年立命館大学文学部人文学科日本文学専攻助教授、1996年教授。
スタンフォード大学客員教授（2002年）、ホーチミン人文社会科学大学客員教授（2009年）、パリ第7大学特別招聘教授（2011年）、
ストラスブール大学客員教授（2016年9月）を経て、立命館大学文学部日本文学専攻特任教授。

## 著書

### 単著
- 『語りかける記憶 文学とジェンダー・スタディーズ』（小沢書店 1999年2月）
- 『モダニティの想像力 文学と視覚性』（新曜社 2009年3月）
- 『戦争を読む 70冊の小説案内』（岩波書店 2017年7月）

### 共編書
- 『日本近代文学を学ぶ人のために』（世界思想社 1997年7月 上田博/木村一信/中川成美 編）
- 『高橋たか子の風景』（彩流社 1999年12月 中川成美/長谷川啓 編）
- 『女性作家集 新日本古典文学大系 明治編 23』（岩波書店 2002年3月 高田知波/中川成美/中山和子 校注）
- 『労働のジェンダー化 ゆらぐ労働とアイデンティ』（平凡社 2005年3月 池内靖子/岡野八代/中川成美/姫岡とし子 編）

### 主な論文など
- 「「赤色戦線」の旅─勝本清一郎滞欧の意味・序─」『昭和文学研究』昭和文学研究会 第3集 1981年6月
- 「幻影の大地─島木健作『満州紀行』論─」小田切進編『昭和文学論考 マチとムラと』八木書店 1990年4月
- 「〈援助交際〉は買売春ではない？─性差無きアイデンティティーを求めて─」岡野幸江／長谷川啓／渡辺澄子（編 ）『買売春と日本文学』東京堂出版 2002年2月
- 「文学的想像力へのみち―日本比較文学研究の状況と課題」日本比較文学会（編）『越境する言の葉: 日本比較文学会創立六〇周年記念論集』彩流社 2011年6月
- 『支配の言葉・融和の言葉―日本語文学という概念をめぐって』郭南燕（編著）『バイリンガルな日本語文学 他言語多文化の間』三元社 2013年6月
- 「女性文芸映画というジャンル──その発端と終焉」中村三春（編）『映画と文学 交響する想像力』森話社 2016年3月
- 「国家と性―文学を通して『帝国の慰安婦』を読む」浅野豊美／小倉紀蔵／西成彦（編）『対話のために―「帝国の慰安婦」という問いをひらく』クレイン 2017年5月